# Nardoa variolata
Nardoa variolata is een zeester uit de familie Ophidiasteridae.
De wetenschappelijke naam van de soort werd in 1805 gepubliceerd door Anders Jahan Retzius.